# USS Hancock (CV-19)
El USS Hancock (CV/CVA-19) fue uno de los 24 portaaviones de la clase Essex construidos durante la Segunda Guerra Mundial para la Armada de los Estados Unidos. Fue el cuarto buque de la Armada en llevar este nombre, nombrado en honor a John Hancock, presidente del Segundo Congreso Continental y primer gobernador de la Commonwealth de Massachusetts. Fue asignado en abril de 1944, y sirvió en varias campañas en el Teatro de Operaciones del Pacífico, ganando cuatro estrellas de combate. Fue dado de baja poco después del final de la guerra, pero fue modernizado y reactivado a principios de 1950 como portaaviones de ataque (CVA). Operó exclusivamente en el Pacífico, con un papel destacado en la guerra de Vietnam. Fue el primer portaaviones de la Armada en tener catapultas de vapor instaladas.
Fue dado de baja a principios de 1976, y vendido como chatarra el mismo año.

## Construcción
Fue iniciado originalmente como Ticonderoga el 26 de enero de 1943 por Bethlehem Steel Co., en Quincy, Massachusetts. Fue renombrado a Hancock el 1 de mayo de 1943, en respuesta a una oferta de la compañía de seguros John Hancock, que llevaría a cabo una campaña especial de bonos para recaudar fondos para el buque si se utilizaba ese nombre. La compañía recaudó suficiente dinero tanto para la construcción del buque como para sus gastos de operación durante el primer año. El buque fue botado el 24 de enero de 1944, amadrinado por la señora Theodore Douglas Robinson, siendo asignado el 15 de abril de 1944, con el capitán Fred C. Dickey al mando.

### Buques de la clase
• USS Essex (CV-9)
• USS Yorktown (CV-10)
• USS Intrepid (CV-11)
• USS Hornet (CV-12)
• USS Franklin (CV-13)
• USS Ticonderoga (CV-14)
• USS Randolph (CV-15)
• USS Lexington (CV-16)
• USS Bunker Hill (CV-17)
• USS Wasp (CV-18)
• USS Bennington (CV-20)
• USS Boxer (CV-21)
• USS Bon Homme Richard (CV-31)
• USS Leyte (CV-32)
• USS Kearsarge (CV-33)
• USS Oriskany (CV-34)
• USS Antietam (CV-36)
• USS Princeton (CV-37)
• USS Shangri-La (CV-38)
• USS Lake Champlain (CV-39)
• USS Tarawa (CV-40)
• USS Valley Forge (CV-45)
• USS Philippine Sea (CV-47)

### Listas relacionadas
• Portaaviones de Estados Unidos
• Portaaviones por país